# 6-os főút
6-os főút (hatos főút, ungarisch für ‚Hauptstraße 6‘) ist eine ungarische Hauptstraße.

## Verlauf
Die Straße verläuft von Budapest zunächst parallel zum rechten Ufer der Donau über Ercsi, Dunaújváros und Szekszárd nach Pécs (Fünfkirchen) und weiter in westlicher Richtung über Szigetvár zur Grenze zu Kroatien, die bei Barcs erreicht wird. In Kroatien wird sie von der Državna cesta D5 (Europastraße 661) fortgesetzt.
Die Gesamtlänge der Straße beträgt 262 Kilometer.